# Джамму (округ)
Джа́мму — округ в индийской союзной территории Джамму и Кашмир, в регионе Джамму. Административный центр — город Джамму является зимней столицей штата. По данным всеиндийской переписи 2001 года население округа составляло 1 588 772 человека. Большинство населения округа — индуисты, но они живут в гармонии с мусульманами и сикхами. Джамму известный религиозный центр, главный храм Маа Вайшно Деви расположен в 50 км от города Джамму. Есть также много других храмов, представляющих собой большую историческую ценность.
В округе очень большой перепад высот: от 300 метров до 4200 метров. Округ знаменит своим раджма чавал (рисом).
Из-за огромных перепадов температуры Джамму называют качающийся город.
Главные туристические достопримечательности:
Патинтоп — 120 км;
Озеро Мнасар — 70 км;
Дхаджар Котли — 30 км;

## Этимология
В соответствии с легендой, Джамму был основан Раджа Джамбулочаном в 14 веке до н. э. Во время охоты, он увидел, как коза и лев вместе пьют воду из реки Тави. Потрясённый раджа, решил построить на этом месте город со своим именем: Джамбу, со временем название изменилось на Джамму.

## Административное деление
Округ Джамму включает в себя 4 техсила — Акхнур, Бишнах, Ранбинсингхпура и Джамму.
Округ включает в себя 8 кварталов: Акхнур, Бхалвал, Бишнах, Кхоур, Марх, Ранбинсингхпура, Сатвари и Дансал. Каждый блок включает в себя панчаяты.

## Демография
Площадь округа 3097 км² и население 1 588 772 по переписи 2001 года. Индуисты — 1 366 711, сикхи — 117 490, мусульмане — 90 272 (5,68 %). Округ самый большой по населению в штате и второй по плотности, попадает в категорию 'B'. Процент грамотных в 1981 году составлял 42,86 % (высочайший в штате) и в 2001 году составил 77,02 %.

## Языки
Официальный язык округа — урду, также используется догри, панджаби, хинди и английский.

## Политика
В округе Джамму 11 окружных собрания: Нагрота, Гандхинагар, Восточный Джамму, Западный Джамму, Бишнах, Ранбирсингхпура, Сечетгарх, Марх, Райпур Домана , Акхнур и Чхамб.